# San Michele dei Mucchietti

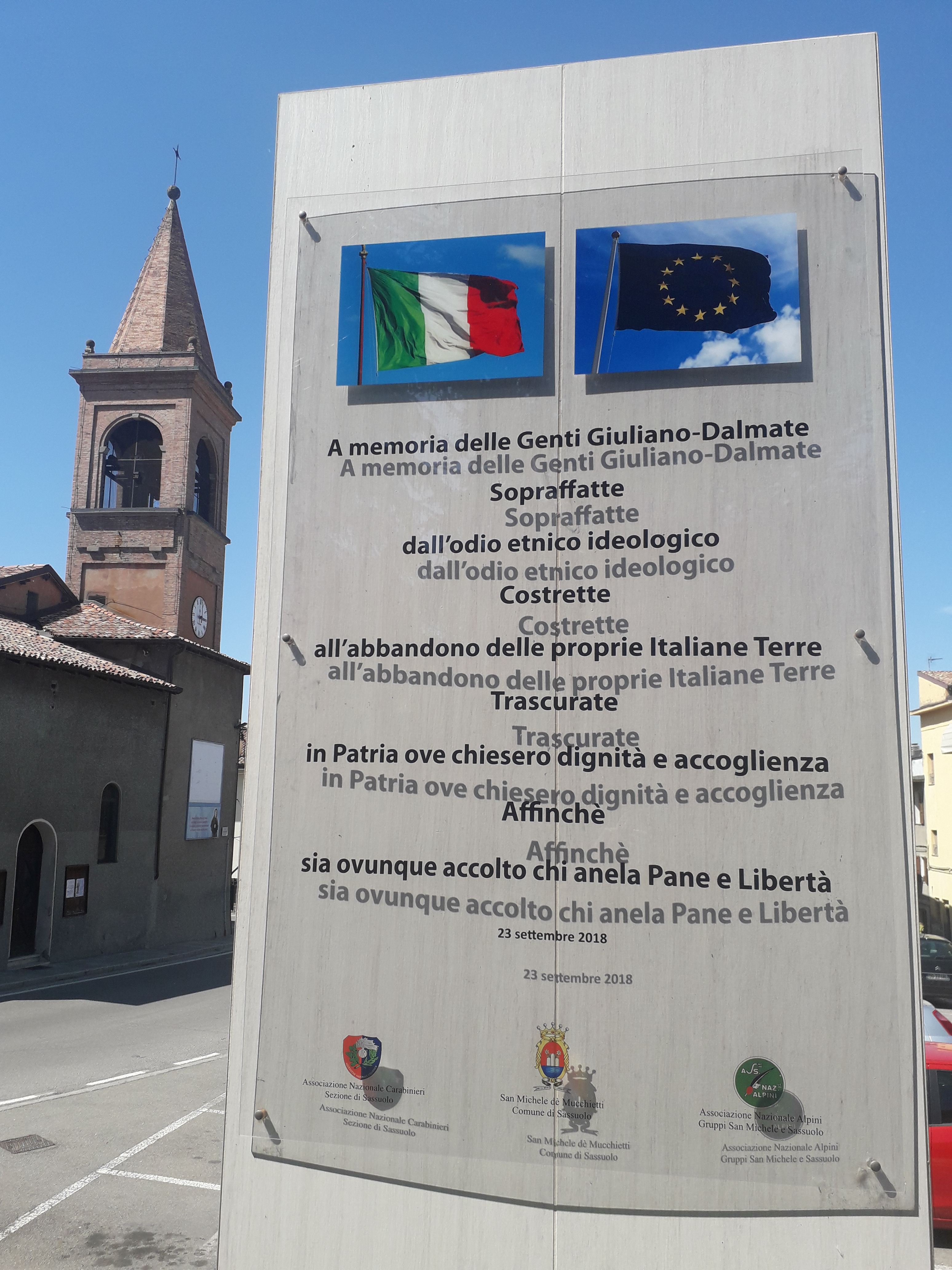
Gedenkplaat ter herinnering aan de Istrische ballingen

San Michele dei Mucchietti is een plaats (frazione) in de Italiaanse gemeente Sassuolo.

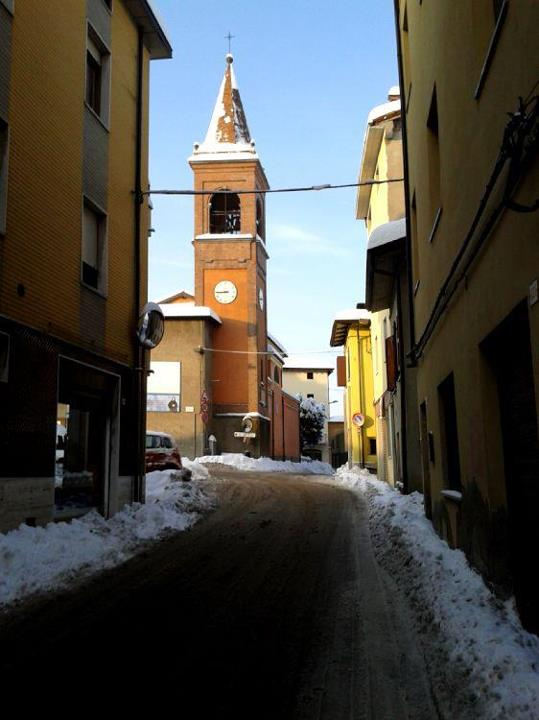
Centrum
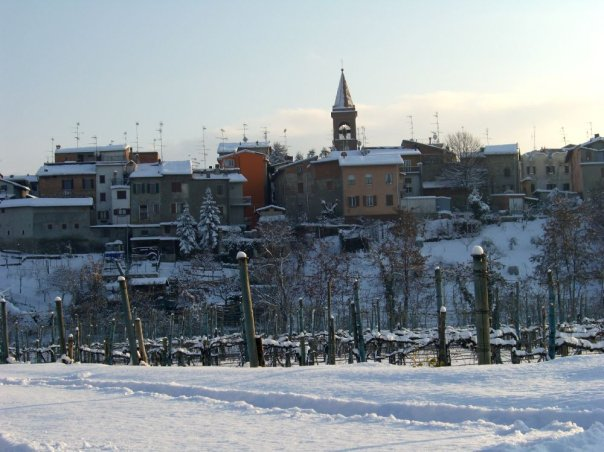
San Michele dei Mucchietti